# Leonardo Yuzon Medroso
Leonardo Yuzon Medroso (Ormoc, província de Leyte, Filipinas, 6 de novembro de 1938) é um clérigo filipino e bispo católico romano emérito de Tagbilaran.
Leonardo Yuzon Medroso foi ordenado sacerdote pela diocese de Palo em 30 de março de 1963.
O Papa João Paulo II o nomeou Bispo de Borongan em 18 de fevereiro de 1986. O Núncio Apostólico nas Filipinas, Dom Bruno Torpigliani, doou sua ordenação episcopal em 17 de março de 1987; Os co-consagradores foram os bispos eméritos de Borongan, Godofredo Pedernal Pisig e Nestor Celestial Cariño.
Papa Bento XVI o nomeou bispo de Tagbilaran em 17 de outubro de 2006, e foi instituído em 14 de dezembro do mesmo ano.
O Papa Francisco aceitou sua renúncia relacionada à idade em 13 de outubro de 2016.